# 사무드라바르만
사무드라바르만(Samudravarman)은 서기 374년부터 398년까지 카마루파를 다스린 왕이다. 그는 카마루파의 바르만 왕조의 창시자 푸슈야바르만의 아들이었다.

## 치세
다섯 번째 바다에 비유된 사무드라바르만은 그 왕국에서 약자가 강자에게 억압받지 않고 보석처럼 빛나며 결투를 빨리 받아들이는 사람이었다. 그의 왕비의 이름은 닷타데비였고, 그녀는 힘(발라)과 갑옷(바르마)이 결코 분리되지 않고, 항상 그의 적들에 맞서 앞으로 나아가는 군인들을 가진 발라바르만을 낳았다. 사무드라굽타의 비문들로부터 그의 여왕의 이름 역시 닷타데비였고, 그가 발라바르만 왕을 이겼다는 것이 알려져 있다. 이것으로부터 사무드라굽타와 사무드라바르만이 같은 가문에서 결혼한 것으로 보인다. 따라서, 사무드라굽타는 이러한 관계에도 불구하고, 서기 350-380년에 일어난 아슈바메다 희생제의 규칙에 따라 발라바르만과 싸워야 했다. 그래서 그가 이 시기에 살았다는 것은 인정될 수 있다. 아마도 사무드라굽타의 침략이 카마루파 왕들의 권력을 한동안 제한했을 것이다.

## 같이 보기
- 바스카라바르만